# Компьютерное моделирование

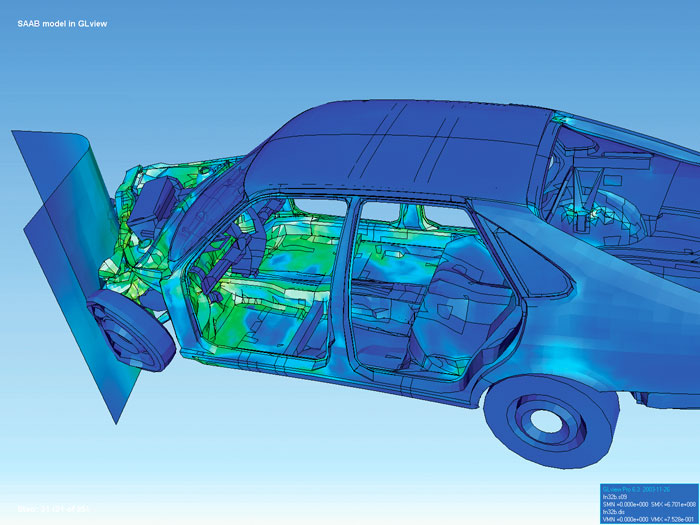
Компьютерное моделирование краш-теста методом конечных элементов.

Компьютерное моделирование — процесс вычисления компьютерной модели (иначе численной модели) на одном или нескольких вычислительных узлах. Реализует представление объекта, системы, понятия в форме, отличной от реальной, но приближенной к алгоритмическому описанию. Включает набор данных, характеризующих свойства системы и динамику их изменения со временем.

## Описание
Компьютерные модели стали обычным инструментом математического моделирования и применяются в физике, астрофизике, механике, химии, биологии, экономике, социологии, метеорологии, других науках и прикладных задачах в различных областях радиоэлектроники, машиностроения, автомобилестроения и проч. Компьютерные модели используются для получения новых знаний об объекте или для приближенной оценки поведения систем, слишком сложных для аналитического исследования.
Компьютерное моделирование является одним из эффективных методов изучения сложных систем. Компьютерные модели проще и удобнее исследовать в силу возможности проводить т. н. вычислительные эксперименты в тех случаях, когда реальные эксперименты затруднены из-за финансовых или физических препятствий или могут дать непредсказуемый результат. Формализованность компьютерных моделей позволяет определить основные факторы, определяющие свойства изучаемого объекта-оригинала (или целого класса объектов), в частности, исследовать отклик моделируемой физической системы на изменения её параметров и начальных условий.
Построение компьютерной модели базируется на абстрагировании от конкретной природы явлений или изучаемого объекта-оригинала и состоит из двух этапов — сначала создание качественной, а затем и количественной модели. Чем больше значимых свойств будет выявлено и перенесено на компьютерную модель — тем более приближенной она окажется к реальной модели, тем большими возможностями сможет обладать система, использующая данную модель. Компьютерное же моделирование заключается в проведении серии вычислительных экспериментов на компьютере, целью которых является анализ, интерпретация и сопоставление результатов моделирования с реальным поведением изучаемого объекта и, при необходимости, последующее уточнение модели и так далее.
Различают аналитическое и имитационное моделирование. При аналитическом моделировании изучаются математические (абстрактные) модели реального объекта в виде алгебраических, дифференциальных и других уравнений, а также предусматривающих осуществление однозначной вычислительной процедуры, приводящей к их точному решению. При имитационном моделировании исследуются математические модели в виде алгоритма(ов), воспроизводящего функционирование исследуемой системы путём последовательного выполнения большого количества элементарных операций.

## Преимущества компьютерного моделирования
Компьютерное моделирование дает возможность:
- расширить круг исследовательских объектов — становится возможным изучать не повторяющиеся явления, явления прошлого и будущего, объекты, которые не воспроизводятся в реальных условиях;
- визуализировать объекты любой природы, в том числе и абстрактные;
- исследовать явления и процессы в динамике их развертывания;
- управлять временем (ускорять, замедлять и т.д);
- совершать многоразовые испытания модели, каждый раз возвращая её в первичное состояние;
- получать разные характеристики объекта в числовом или графическом виде;
- находить оптимальную конструкцию объекта, не изготовляя его пробных экземпляров;
- проводить эксперименты без риска негативных последствий для здоровья человека или окружающей среды.

## Основные этапы компьютерного моделирования
| Этап                                                            | Действия |
| --------------------------------------------------------------- | --- |
| 1. Постановка задачи и её анализ                                | 1.1. Выяснить, с какой целью создается модель. 1.2. Уточнить, какие исходные результаты и в каком виде следует их получить. 1.3. Определить, какие исходные данные нужны для создания модели.                                     |
| 2. Построение информационной модели                             | 2.1. Определить параметры модели и выявить взаимосвязь между ними. 2.2. Оценить, какие из параметров влиятельные для данной задачи, а какими можно пренебрегать. 2.3. Математически описать зависимость между параметрами модели. |
| 3. Разработка метода и алгоритма реализации компьютерной модели | 3.1. Выбрать или разработать метод получения исходных результатов. 3.2. Составить алгоритм получения результатов по избранным методам. 3.3. Проверить правильность алгоритма.                                                     |
| 4. Разработка компьютерной модели                               | 4.1. Выбрать средства программной реализации алгоритма на компьютере. 4.2. Разработать компьютерную модель. 4.3. Проверить правильность созданной компьютерной модели.                                                            |
| 5. Проведение эксперимента                                      | 5.1. Разработать план исследования. 5.2. Провести эксперимент на базе созданной компьютерной модели. 5.3. Проанализировать полученные результаты. 5.4. Сделать выводы насчет свойств прототипа модели.                            |

В процессе проведения эксперимента может выясниться, что нужно:
- скорректировать план исследования;
- выбрать другой метод решения задачи;
- усовершенствовать алгоритм получения результатов;
- уточнить информационную модель;
- внести изменения в постановку задачи.

В таком случае происходит возвращение к соответствующему этапу и процесс начинается снова.

## Практическое применение
Компьютерное моделирование применяют для широкого круга задач, таких как:
- анализ распространения загрязняющих веществ в атмосфере;
- проектирование шумовых барьеров для борьбы с шумовым загрязнением;
- конструирование транспортных средств;
- симуляция полёта на авиационном тренажёре для тренировки лётчиков;
- прогнозирование погоды;
- эмуляция работы других электронных устройств;
- прогнозирование цен на финансовых рынках;
- исследование поведения зданий, конструкций и деталей под механической нагрузкой;
- прогнозирование прочности конструкций и механизмов их разрушения;
- проектирование производственных процессов, например химических;
- стратегическое управление организацией;
- исследование поведения гидравлических систем: нефтепроводов, водопровода;
- моделирование роботов и автоматических манипуляторов;
- моделирование сценарных вариантов развития городов;
- моделирование транспортных систем;
- конечно-элементное моделирование краш-тестов;
- моделирование результатов пластических операций;

Различные сферы применения компьютерных моделей предъявляют разные требования к надежности получаемых с их помощью результатов. Для моделирования зданий и деталей самолётов требуется высокая точность и степень достоверности, тогда как модели эволюции городов и социально-экономических систем используются для получения приближенных или качественных результатов.

## Алгоритмы компьютерного моделирования
- Метод конечных элементов
- Метод конечных разностей
- Метод конечных объёмов
- Метод подвижных клеточных автоматов
- Метод классической молекулярной динамики
- Метод компонентных цепей
- Метод узловых потенциалов